# Do Ya Wanna Funk
Do Ya Wanna Funk är en låt av den amerikanske sångaren Sylvester James från 1982 och producerad av Patrick Cowley. Låten nådde stora framgångar i Europa, främst i Schweiz, Norge och Nederländerna. Låten dyker också upp i filmen Ombytta roller med Eddie Murphy och Dan Aykroyd.